# Karol Bechon

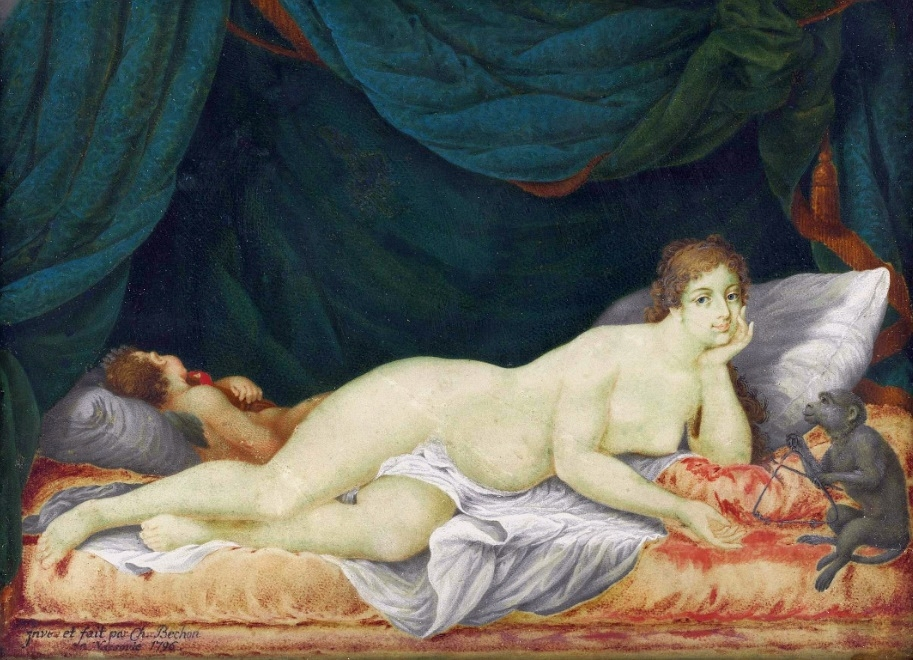
"Leżąca Wenus z małpką i amorkiem" z 1796 r. Muzeum Narodowe w Warszawie

Karol Bechon (ur. 1732 we Francji, zm. 16 kwietnia 1812 w Warszawie) – polski malarz miniaturzysta pochodzenia francuskiego.

## Życiorys
Malarz i miniaturzysta pochodzący z Francji i osiadły w Polsce. Autor wielu portretów w których wykazał się kunsztem i precyzją w przedstawieniu akcesoriów ubiorów.
Do najbardziej znanych jego prac należą portrety:
- Stanisława Augusta Poniatowskiego z braćmi,
- Tadeusza Kościuszki,
- Jana Kilińskiego,
- Generała A.Suworowa,
- kilkanaście miniatur saskiej rodziny królewskiej, wraz z Fryderykiem Augustem w młodości.

Żonaty z Dorotą Knakfus, z którą miał syna Józefa, który również był malarzem miniatur. Karol Bechon zmarł 16 kwietnia 1812 w Warszawie i pochowany został na cmentarzu Świętokrzyskim.